# 南波美沙
南波 美沙（なんば みさ、1987年1月24日 - ）は、日本の女優。
北海道出身。身長162cm。

## 略歴
北海道出身のO型。
特技はダンス、書道初段、英語。
2010年 獨協大学外国語学部英語学科卒業。
卒業後、芝居を始める。
2012年から2013年までNYへ留学、帰国してからも舞台、映画に出演する。

## 人物
趣味は絵を描くこと。映画と漫画とサウナが好き。

## 出演

### 映画
- 2016年
  - 「に　なる」（高山康平監督）白井春来役
  - 「たまゆらのマリ子」（瀬川浩志監督）カップル役
- 2015年
  - 「恋人たち」（橋口亮輔監督）役所職員役・占いの声
  - 「５TO ９」（宮崎大祐監督）劇中映画女優役
- 2014年
  - 「激写！カジレナ熱愛中！」（安川有里監督）街頭インタビューを受けるカップル役
- 2013年
  - 「ゼンタイ (映画)」（橋口亮輔監督）ピンクのゼンタイ役[1]
- 2012年
  - 「西の夜空に沈んだ」（前川達哉監督）藪下ゆみ役
- 2010年
  - 「驚かさないでよ！」（山川直人監督）OL役

### 舞台
- 2020年
  - モリマリキョウノツドイ公演 遅夏 智香 役 （2020年10月22日 - 10月25日）
  - GIRLS TALK TO THE END （2020年9月2日 - 9月6日）
- 2014年
  - 「さらば箱舟」（作：寺山修司 演出：倉本朋幸）村人・吉祥寺探検団役　オーストラ・マコンドー　吉祥寺シアター
  - 池田千尋×倉本朋幸【ラブストーリー】「単純明快なラブストーリー」（作・演出：倉本朋幸）高橋あや役　浮間ベース
  - 池田千尋×倉本朋幸【ラブストーリー２】「単純明快なラブストーリー２」（作・演出：倉本朋幸）女役（無声）・ひさ役
  - 「パラ・オルト・メタ・シティ」（作：角畑良幸 演出：小崎愛美理）保坂麻紀役　フロアトポロジー〜FlooR〜　日暮里d倉庫
- 2013年
  - 町へ出て寺山修司の短歌を詠む野外劇「書を捨てよ 町へ出よう」（演出：倉本朋幸）オーストラ・マコンドー　コピス吉祥寺ふれあいデッキこもれび
- 2012年
  - 「絶望恋愛」（作・演出；角畑良幸）新藤樹役 孤独のバニーズ　参宮橋トランスミッション
- 2011年
  - 「唇は蠱の毒」（作・演出：角畑良幸）主演 藤浦麻衣役 孤独のバニーズ　新宿サニーサイドシアター

### CM
- 2018年
  - AYURA 「美容液リズムコンセントレート」SNS CM

- 2017年
  - 「ハタラクティブ」 web CM  （監督：高山康平）

### MV
- 2018年
  - サンゼン「モヤモヤ」（監督：鈴木蓮華）